# Tigre noir (animal)
Pour les articles homonymes, voir Tigre noir.

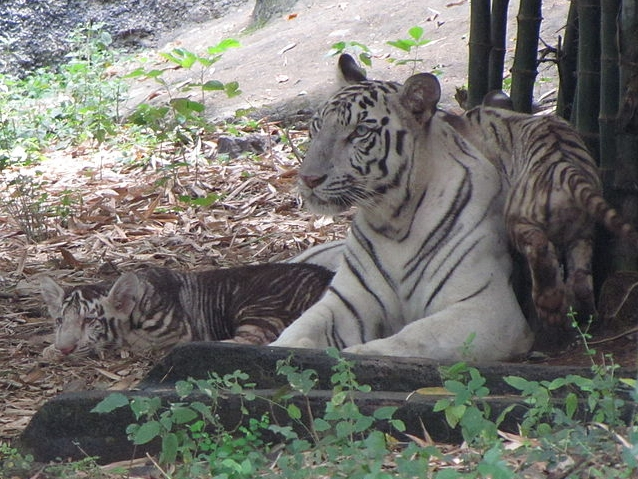
Un tigre blanc accompagné de ses petits au parc zoologique d'Arignar Anna, en Inde. Le tigreau de gauche possède des rayures anormalement larges, lui donnant presque une fourrure noire. Il est vraisemblablement atteint de pseudo-mélanisme.

Le tigre noir est un Tigre (Panthera tigris) atteint de pseudo-mélanisme, qui est une mutation génétique lui conférant une robe relativement noire. N'étant pas comparable au vrai mélanisme de la panthère noire, ce phénotype est rare,.
Ils n'existent plus que dans l'Etat d'Oshida et leur nombre est estimé à 6 ou 7.